# Medalha de Ouro do Instituto de Arquitetos da Austrália
A Medalha de Ouro do Instituto de Arquitetos da Austrália é a mais significativa condecoração do Instituto de Arquitetos da Austrália, concedida anualmente desde 1960. O prêmio foi criado a fim de reconhecer contribuições de destaque por arquitetos da Austrália que:
- projetaram ou executaram edifícios de grande mérito;
- produziram trabalho de distinção resultando no progresso da arquitetura; ou
- aplicaram a profissão da arquitetura de forma distinta.

Até agosto de 2008 o instituto foi registrado como Royal Australian Institute of Architects e o prêmio era denominado RAIA Gold Medal.

## Recipientes
- 1960 Leslie Wilkinson
- 1961 Louis Laybourne Smith
- 1962 Joseph Charles Fowell
- 1963 Arthur Stephenson
- 1964 Cobden Parkes
- 1995 Osborn McCutcheon
- 1966 William Laurie
- 1967 William Godfrey
- 1968 Roy Grounds
- 1969 Robin Boyd
- 1970 Jack McConnell
- 1971 Frederick Lucas
- 1972 Ted Farmer
- 1973 Jørn Utzon
- 1974 Raymond Berg
- 1975 Sydney Ancher
- 1976 Harry Seidler
- 1977 Ronald Gilling
- 1978 Mervyn Parry
- 1979 Bryce Mortlock
- 1980 John Andrews
- 1981 Colin Madigan
- 1982 John Overall
- 1983 Gilbert Nicol & Ross Chisholm
- 1984 Philip Cox
- 1985 Richard Norman Johnson
- 1986 Richard Butterworth
- 1987 Daryl Jackson
- 1988 Romaldo Giurgola
- 1989 Robin Gibson
- 1990 Peter McIntyre
- 1991 Donald Bailey
- 1992 Glenn Murcutt
- 1993 Ken Woolley
- 1994 Neville Quarry
- 1995 no award
- 1996 John Denton, William Corker & Barry Marshall
- 1997 Roy Simpson
- 1998 Gabriel Poole
- 1999 Richard Leplastrier
- 2000 John Morphett
- 2001 Keith Cottier
- 2002 Brit Andresen
- 2003 Peter Corrigan
- 2004 Gregory Burgess
- 2005 James Birrell
- 2006 Kerry Hill
- 2007 Enrico Taglietti
- 2008 Richard Johnson
- 2009 Ken Maher
- 2010 Kerry Clare and Lindsay Clare
- 2011 Graeme Gunn
- 2012 Lawrence Nield[1]
- 2013 Peter Wilson[2]
- 2014 Phil Harris e Adrian Welke
- 2015 Peter Stutchbury
- 2016 ARM Architecture[3]
- 2017 Peter Elliott[4]
- 2018 Alexander Tzannes